# 朴昭妍
朴昭姸（：／ Bak So Yeon，前錯譯作朴素妍，1987年10月5日—），藝名為昭姸（：／ So Yeon，前錯譯作素妍），韓國女歌手、舞蹈員和演員，出道前曾為少女時代預備成員，2009年以韓國女子團體T-ara成員身分出道，隊內擔任第四任隊長及第一主唱，2017年5月15日合約到期退團。

## 簡歷

### 1987-2008：早期生活和職業生涯開端
朴昭姸原名朴仁靜，生於1987年10月5日，出生地為南韓首爾特別市瑞草區盤浦洞。
2005年，正就讀於安養市藝術高等學校的昭姸參加了CMB《親親歌謠節》的青少年歌謠比賽，並得到金獎（第一名）。
曾是SM娛樂練習生並成為少女時代候補出道組成員及預備隊長，在正式出道前6個月因個人因素退出並離開公司。

### 2009至今：出道T-ara
2009年加入T-ara，7月29日正式出道。
2010年，昭姸客串KBS連續劇《學習之神》，一次拍攝時身體不適被送往醫院，被診斷染上甲型H1N1。
2011年，昭姸參與電影《喪鐘2》及SBS劇集《Coffee House》的原聲音樂主唱，也是KBS綜藝節目《百分滿分》的固定班底。
2012年1月1日，昭姸成為T-ara隊長，是繼𤨒晶、寶藍及孝敏後第四任隊長（直至2013年7月，下任為李居麗）。另外她在戲劇界出道，首次參與戲劇拍攝——海雲臺戀人們並於8月13日上映。在8月13日，她在前往釜山拍攝地點途中發生車禍，身體因撞擊感到不適而送往醫院，並需要暫停拍攝，其後在8月20日返回劇組繼續拍攝。

#### 感情生活
- 2013年9月23日，有韓國記者拍下昭姸與Click-B（朝鲜语：클릭비）出身歌手吳鐘赫約會，事後昭姸所屬經紀公司Core Contents Media(現更名MBK Entertainment)表示兩人確實正在交往。2010年11月6日，昭姸在KBS 2TV《明星金鐘》表示自己是吳鐘赫的粉絲，12月26日她與吳鐘赫出演綜藝節目MBC《花束（朝鲜语：가족 버라이어티 꽃다발）》，兩天後（12月28日）兩人開始正式交往，渡過吳鐘赫合共兩年的海軍入伍及雪寒期訓練的分開時期，於2016年7月因工作原因宣告分手。
- 2022年1月18日，经纪公司宣称昭妍和足球选手曹侑珉经过3年的热恋，婚礼将在选手赛季结束的11月内举行。

## 音樂作品
| 年份 | 專輯                | 歌曲             | 長度 | 備註                                                         |
| 2011 | 《안영민 A-Family》 | 〈為你而唱的歌〉 | 3:44 | 與安英民                                                     |
| 2012 | 《Together》        | 〈I Know〉       | 3:04 | 與SeeYa成員李寶藍和洋蔥                                      |
| 2013 |                     |                  | 4:56 | 與雅琳合唱                                                   |
| 2013 |                     | 〈Love Poem〉    | 5:24 | 獨唱                                                         |
| 2013 | 《Tears of mind》   | 〈鎮痛劑〉       | 3:43 | 與The SeeYa（幼真）、5dolls（銀教）、SPEED（泰雲、晟敏）合唱 |
| 2020 | 《信件》            | 〈信件〉         | 3:29 | 獨唱                                                         |

### 原聲音樂
| 年份 | 節目或電影             | 專輯               | 歌曲                  | 長度 | 備註                           |
| 2010 | SBS 《Coffee House》   | Coffee House OST   | 〈Page One(Part. 2)〉 | 3:04 | 與Fin.K.L成員玉珠鉉            |
| 2010 | 《喪鐘2》              | 고사2 Part.1       | 〈怎麼來結束〉        | 3:33 | 獨唱                           |
| 2011 | 《寄生靈》             | 기생령 OST         | 〈直到最後〉          | 3:06 | 與SeeYa成員李寶藍合唱          |
| 2011 | SBS 《Coffee House》   | Coffee House OST   | 〈Page One 2〉        | 3:04 | 與玉珠鉉和SG Wannabe成員李碩薰 |
| 2021 | KBS 《Oh！三光公寓！》 | Oh！三光公寓！ OST | 〈One Love〉          | 3:34 | 獨唱                           |

## 影視作品

### 電影
| 年份 | 電影                 | 角色   |
| 2019 | 《你咪理，我愛你！》 | 朴昭妍 |

### 電視劇
| 年份 | 電視台 | 劇名             | 角色   |
| 2010 | SBS    | 《Giant》        | 客串   |
| 2010 | KBS    | 《學習之神》     | 客串   |
| 2012 | KBS2   | 《海雲臺戀人們》 | 李莞順 |

### 綜藝節目
| 日期                      | 電視台   | 節目名稱                   | 備註                                     |
| 2009年                    | KBS      | 《天下無雙棒球團》         | 固定應援團                               |
| 2009年9月5日              | KBS      | 《明星金鐘》               | 與𤨒晶、孝敏                             |
| 2010年5月11日             | SBS      | 《强心臟》                 | 與孝敏                                   |
| 2010年8月22日             | SBS      | 《挑戰千曲》               |                                          |
| 2010年9月21日             | SBS      | 《明星Real視頻大沖擊》     | 與孝敏                                   |
| 2010年9月22日             | MBC      | 《偶像明星Trot大戰》       | 與寶藍、居麗                             |
| 2010年9月22日             | MBC      | 《青春破蛋帝王傳》         | 與寶藍、居麗、芝妍                       |
| 2010年11月6日             | KBS      | 《明星金鐘》               | 與孝敏                                   |
| 2011年                    | KBS      | 《百分滿分》               | 固定班底（第八集開始）                   |
| 2011年1月2日              | SBS      | 《挑戰千曲》               | 與孝敏                                   |
| 2011年1月14日             | Ystar    | 《食神之路》               | 與孝敏                                   |
| 2011年1月27日             | KBS      | 《Happy Together 3》       |                                          |
| 2011年2月3日              | KBS      | 《Global Star青白戰》      | 與孝敏                                   |
| 2011年3月19日             | KBS      | 《想像娛樂館》             |                                          |
| 2011年7月20日             | KBS2     | 《維他命》                 | 與芝妍                                   |
| 2011年8月12日             | Ystar    | 《食神之路》               | 與居麗                                   |
| 2011年8月13日             | MBC      | 《我們結婚了》             | 與居麗、𤨒晶、芝妍                       |
| 2011年8月20日             | MBC      | 《我們結婚了》             | 與居麗、𤨒晶、芝妍                       |
| 2011年8月27日             | MBC      | 《我們結婚了》             | 與居麗、𤨒晶、芝妍                       |
| 2011年12月24日            | MBC      | 《[[我們結婚了c            | 與𤨒晶、芝妍                             |
| 2011年12月31日            | MBC      | 《我們結婚了》             | 與𤨒晶、芝妍                             |
| 2011年9月24日             | KBS2     | 《星期六自由宣言 SECRET 》 |                                          |
| 2011年10月1日             | KBS2     | 《星期六自由宣言 SECRET 》 |                                          |
| 2011年11月3日             | Mnet     | 《The Beatles Code 》      | 與芝妍、和榮                             |
| 2012年1月15日及22日       | JTBC     | 《申東燁&金秉萬的調皮鬼》  | 與居麗、寶藍、孝敏                       |
| 2012年12月27日            | JTBC     | 《偶像時事會》             | 與寶藍、孝敏                             |
| 2013年10月26日            | KBS1     | 《讀書吧》                 | 與𤨒晶                                   |
| 2014年9月17日             | Mnet     | 《文熙俊的純潔15歲》       | 與寶藍                                   |
| 2014年9月29日             | KBS2     | 《大國民脫口秀-你好》      | 與孝敏                                   |
| 2014年10月11日            | SBS      | 《Star King》              | 與居麗、孝敏                             |
| 2014年12月19日            | 湖南衛視 | 《天天向上》               | 全體                                     |
| 2015年6月6日              | SBS      | 《Star King》              | 與孝敏                                   |
| 2015年6月13日             | SBS      | 《Star King》              | 與孝敏                                   |
| 2015年8月15日             | SBS      | 《Star King》              | 與孝敏                                   |
| 2015年8月24日             | KBS2     | 《大國民脫口秀-你好》      | 與孝敏                                   |
| 2019年                    | TV朝鮮   | 《Shopping King》          | 固定班底（第一至第七集）                 |
| 2020年8月5日              | MBC      | 《黃金漁場 Radio Star》    | 與李惠英、金浩中、天舞Stephanie          |
| 2020年8月9日及16日        | MBC      | 《神秘音樂秀：蒙面歌王》   | 第267及第268集                           |
| 2020年10月6日             | MBC      | 《Video Star》             |                                          |
| 2020年10月8、15、22及29日 | MBN      | 《Miss Back》              | 固定班底（第一至第四集；第四集宣布退出） |

## 音樂劇
- 2012年 《我們的青春Roly Poly》

## 獎項
- CMB 親親青少年歌謠節 - 金獎[12]

## 外部連結
- 朴昭妍的X（前Twitter）
- 朴昭妍的Instagram帳戶
- 朴昭妍的新浪微博